# Egvad Kommune
| Strukturdaten       | Strukturdaten             |
| ------------------- | ------------------------- |
| Sitz der Verwaltung | Tarm                      |
| Fläche              | 376,67 km²                |
| Einwohner           | 9.460 (2006)              |
| Kommune seit 2007   | Ringkøbing-Skjern Kommune |

Egvad Kommune war bis Dezember 2006 eine dänische Kommune im damaligen Ringkjøbing Amt in Jütland. Seit Januar 2007 wurde sie mit den Gemeinden Ringkøbing, Skjern, Videbæk und Holmsland zur Ringkøbing-Skjern Kommune zusammengeschlossen.
Egvad Kommune entstand im Zuge der Verwaltungsreform von 1970, wurde jedoch bereits im Jahr 1966 auf freiwilliger Basis gebildet, als die Verwaltungsreform beschlossen war, und umfasste folgende Sogn:
- Egvad Sogn
- Hemmet Sogn
- Hoven Sogn
- Lyne Sogn
- Lønborg Sogn
- Nørre Bork Sogn
- Sønder Bork Sogn
- Sønder Vium Sogn
- Tarm Sogn
- Ådum Sogn